# Capsanes
Capsanes (oficialmente en catalán Capçanes) es un municipio español de la comarca catalana de El Priorato (provincia de Tarragona). 

## Historia
Perteneció al término de Tivisa hasta mediados del siglo XIX. El 30 de mayo de 1843 le fue concedido el derecho a formar municipio independiente. Cuando el duque de Medinaceli reclamó el cobro de sus derechos señoriales, el pueblo se negó. Aunque los tribunales se decantaron en favor del duque en diversas ocasiones (1859, 1863 y 1867) jamás se abonaron estos derechos.

## Cultura

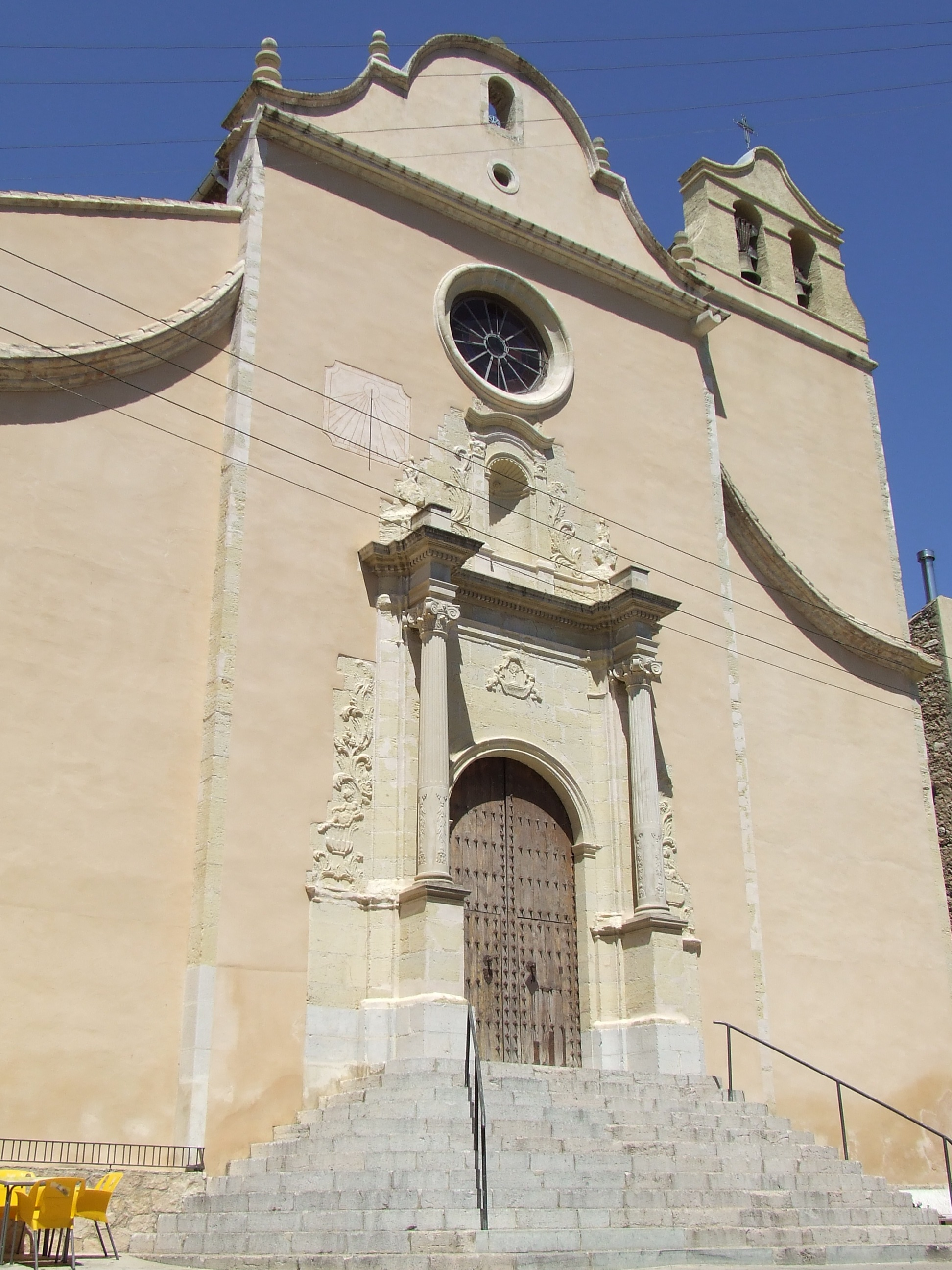
Iglesia de la Natividad de María

La iglesia parroquial está dedicada a la Natividad de la Virgen María y se empezó a construir en 1791. Se trata de un edificio de tres naves con crucero y cúpula. Nos dispone de campanario que está sustituido por una espadaña.
En las afueras del municipio se encuentran las ruinas de un antiguo poblado ibérico de los siglos III-I a. C. Los restos se encuentran bastante deteriorados debido a que están en tierras de cultivo.
Aquí nació el guerrillero Pere Joan Barceló, más conocido como el Carrasclet. Luchó contra las tropas borbónicas de Felipe V y a favor del archiduque Carlos de Austria. Llegó a comandar más de 8.000 hombres armados con fusiles y escopetas. En 1980 se inauguró un monumento a su lucha a favor de la defensa de las libertades de Cataluña perdidas en 1714.
Capçanes celebra su fiesta mayor el último fin de semana del mes de julio. En septiembre tiene lugar la fiesta de la uva y el vino (Festa del Raïm i el Vi).

## Geografía humana

### Demografía
Cuenta con una población de 428 habitantes (INE 2024).
| Gráfica de evolución demográfica de Capsanes entre 1857 y 2021 |
| |
| Población de derecho según los censos de población del INE Población de hecho según los censos de población del INEEn estos censos se denominaba Capsanes: 1860, 1877, 1887, 1897, 1900, 1910, 1920, 1930, 1940, 1950, 1960, 1970 y 1981 Entre el censo de 1857 y el anterior, aparece este municipio porque se segrega del municipio 43150 (Tivisa) |

### Economía
La agricultura es básicamente de secano, dominando los viñedos seguidos de los almendros, avellanos y olivos. Hay muy pocas tierras dedicadas al regadío.
Como singularidad, cabe decir que en la población se elabora vino ceremonial kosher para los judíos (en cuya elaboración no pueden participar mujeres según la tradición judía).
El principal sector económico es la viticultura en la comarca del Montsant. En 1933 se fundó una cooperativa de viticultores en Capsanes para comercializar de forma más racional los rendimientos de los viñedos comunes. Después de 50 años de comercialización de vino en barrica, la empresa se pasó a la comercialización de la uva en 1980 y abandonó todas las actividades enológícas. A principios de los años 90, la comunidad judía de Barcelona buscaba un productor de vino que cumpliera con los requisitos de los preceptos de la religión judía. La bodega se embarcó en el experimento e invirtió en tecnología y varios compartimentos de bodega sellables con sus propios tanques, barriles y equipos. Hoy, la bodega comercializa sus «Peraj Ha'abib» de Garnacha, Cabernet Sauvignon y Cariñena en ciudades de todo el mundo con una alta proporción de población judía. El crítico americano James Suckling añadió dos de los vinos de la cooperativa a su lista de los 100 mejores vinos españoles de 2018.

## Patrimonio

### Pinturas rupestres
En el año 2006 se hallan las pinturas rupestres de Capsanes en los barrancos de la Vall y de la Parellada. Se trata de una veintena de conjuntos pictóricos prehistóricos.

## Personas destacadas
- Pere Joan Barceló, Carrasclet, guerrillero antiborbónico.
- Ricard Bonfill Gavaldà, concursante y ganador del famoso programa televisivo “Atrapa’m si pots”.